# Renard Ier de Choiseul
Renard Ier de Choiseul ou Raynard Ier de Choiseul ou Renaud Ier de Choiseul, né vers 1125 et mort en 1157 ou 1158, est seigneur de Choiseul. Il est le fils de Foulques Ier de Choiseul, seigneur d'Aigremont, et d'une dame de Toul (fille de Renard III de Toul, comte de Toul).

## Biographie
À la mort de leur père Foulques de Choiseul, Renard hérite de la seigneurie de Choiseul alors que son frère puîné Renier hérite de celle de Bourbonne. Toutefois, certains actes semblent indiquer que les deux frères dirigent en commun ces deux seigneuries selon le régime de la frarêche.
Vers 1148, il confirme avec son frère Renier un don fait par leur oncle Renier d'Aigremont à l'abbaye de Morimond.
Il aurait ensuite accompagné le roi Louis VII au cours de la deuxième croisade,,.
En 1157, sur son lit de mort, il donne les dîmes de Choiseul au prieuré de Varennes avec le consentement de sa femme et de ses deux enfants. À sa mort, il est alors inhumé à l'abbaye de Morimond. Selon certains historiens du XIXe siècle, il se serait retiré comme moine, mais il s'agit certainement d'une erreur.
Son fils étant alors trop jeune, Choiseul est alors dirigé par sa veuve Havide, tandis que Bourbonne revient son frère puîné qui gardera néanmoins un lien vassalique à son neveu Foulques II de Choiseul.

## Mariage et enfants
Vers 1150, il épouse Havide (ou Héloïse), dont le nom de famille est inconnu, dont il aurait deux enfants :
- Foulques II de Choiseul, qui succède à son père ;
- Olry de Choiseul, chanoine à Langres.

## Sources
- Marie Henry d'Arbois de Jubainville, Histoire des Ducs et Comtes de Champagne, 1865.
- L'abbé Grassot, Les seigneurs de Choiseul, 1887.
- Henri de Faget de Casteljau, Recherches sur la Maison de Choiseul, 1970.
- Gilles Poissonnier, Histoire des Choiseul, 1996.